# Adalat Veliyev
 (février 2025).
Adalat Veliyev (en azeri : Ədalət Məqsəd oğlu Vəliyev ; né le 4 mars 1959 à Bakou) est une personnalité publique et politique azerbaïdjanaise, vice-ministre de la Culture (1993-2006) et vice-ministre de la Culture et du Tourisme de la République d'Azerbaïdjan (2006-2018).

## Biographie
Adalat Magsad oghlu Veliyev est né le 4 mars 1959 à Bakou. De 1966 à 1976, il étudie à l'école secondaire n° 102 de Bakou, et en parallèle de 1968 à 1973, il fréquente l'école de musique n° 21. 
Il commence sa carrière en 1976. De 1978 à 1980, il sert dans l'armée. En 1977, il entre à la Faculté de philologie de l'Université d'État d'Azerbaïdjan.
Depuis 1980, il occupe divers postes au Théâtre dramatique national académique d'État d'Azerbaïdjan et au Théâtre dramatique russe d'État d'Azerbaïdjan nommé d'après Samed Vurgun. En 1986-1987, il occupe le poste de directeur adjoint au Théâtre dramatique russe et en 1987-1989, il est le directeur adjoint au Théâtre dramatique national.
En 1993-2006, A. Veliyev est au poste de vice-ministre de la Culture de la République d'Azerbaïdjan et en 2006-2018, vice-ministre de la Culture et du Tourisme. Le 29 novembre 2019, il est nommé chef du Département des relations avec les partis politiques et l'autorité législative de l'administration du président de la République d'Azerbaïdjan.
Il est membre de l'Union des écrivains d'Azerbaïdjan, de l'Union des travailleurs de théâtre de l'Azerbaïdjan et de l'Union des peintres d'Azerbaïdjan.

## Activité scientifique
En 1997,  Adalat Veliyev soutient sa thèse de docteur ès-sciences en histoire de l'art, et en 2004 sa thèse de doctorat. En 2005, il obtient le titre académique de professeur. Auteur de plus de 10 livres et de 100 articles scientifiques consacrés à divers aspects de l'art et de la culture.

## Récompenses et prix
- Titre honorifique « Artiste honoré de la République d’Azerbaïdjan » (25 juin 2013).
- Ordre du Travail, IIIe degré (5 mars 2019)[4].